# Eus Waayers
Eus Waayers (Sint-Michielsgestel, 8 april 2006) is een Nederlands voetballer die onder contract staat bij PSV.

## Carrière

### Jeugd
Al sinds 2013 speelde Waayers in de jeugdopleiding van PSV, destijds gold hij als de jongste PSV'er in de jeugdopleiding. Op vijftienjarige leeftijd werd hij als rechtsback ingezet, nadat hij aanvankelijk op het middenveld of in de aanval speelde. Waayers nam als onderdeel van het onder 19-team van PSV deel aan de Otten Cup en de UEFA Youth League. In 2023 tekende hij zijn eerste profcontract bij de club, dat hem aan PSV verbond tot 2026.

### PSV
Hij maakte op 10 februari 2025 zijn debuut in het betaald voetbal in een wedstrijd van Jong PSV. Waayers startte in de basiself in de wedstrijd tegen SC Cambuur. Tijdens zijn eerste seizoen bij Jong PSV kwam hij tot 13 competitieduels.
In de voorbereiding van het seizoen 2025/26 kreeg Waayers de kans om mee te trainen bij de hoofdmacht van PSV.